# Lista lăcașelor de cult din Köln
Lista lăcașelor de cult din Köln, ordonate pe religii și confesiuni.

## Creștine

### Romano-catolice
| Imagine              | Interior             | Nume                                                               | Cartier                      | Ani                        | Arhitect                                        | Observații |
| -------------------- | -------------------- | ------------------------------------------------------------------ | ---------------------------- | -------------------------- | ----------------------------------------------- | --- |
|                      |                      | Domul din Köln                                                     | Altstadt-Nord                | 1248–1528/ 1842–1880       | Kölner Dombaumeister                            | Cel mai mare lăcaș de cult din Germania.                                                                              |
|                      |                      | St. Andreas                                                        | Altstadt-Nord                | Sec. 12.–14.               |                                                 | Una din cele 12 mari biserici romanice din Köln.                                                                      |
|                      |                      | St. Aposteln                                                       | Altstadt-Nord                | Sec. 12.                   |                                                 | Una din cele 12 mari biserici romanice din Köln.                                                                      |
|                      |                      | St. Gereon                                                         | Altstadt-Nord                | 4. Jht./ 1220              |                                                 | Una din cele 12 mari biserici romanice din Köln.                                                                      |
|                      |                      | St. Kolumba                                                        | Altstadt-Nord                | 1947                       | Gottfried Böhm                                  | |
|                      |                      | St. Kunibert                                                       | Altstadt-Nord                | 1210–1247                  |                                                 | Una din cele 12 mari biserici romanice din Köln.                                                                      |
|                      |                      | Groß St. Martin                                                    | Altstadt-Nord                | Sec. 12.                   |                                                 | Una din cele 12 mari biserici romanice din Köln.                                                                      |
|                      |                      | Biserica Minoriților din Köln                                      | Altstadt-Nord                | Sec. 13.                   |                                                 | |
|                      |                      | St. Maria in der Kupfergasse                                       | Altstadt-Nord                | 1715                       |                                                 | |
|                      |                      | St. Mariä Himmelfahrt                                              | Altstadt-Nord                | 1618–1629                  |                                                 | Edificiu semnificativ al perioadei postgotice.                                                                        |
|                      |                      | St. Ursula                                                         | Altstadt-Nord                | Sec. 12.–13.               |                                                 | Una din cele 12 mari biserici romanice din Köln.                                                                      |
|                      |                      | Ss. Corpus Christi (Ursulinenkirche)                               | Altstadt-Nord                | 1709–1712                  | Matteo Alberti                                  | |
|                      |                      | Kirche des Priesterseminars                                        | Altstadt-Nord                | 1958                       | Hans Schumacher, Willy Weyres                   | |
|                      |                      | Altstadt-Nord                                                      | Kapelle des Priesterseminars | 1958                       | Hans Schumacher, Willy Weyres                   | |
|                      |                      | Kirche Maternushaus                                                | Altstadt-Nord                | 1978–1983                  | Hans Schilling, Peter Kulka                     | |
|                      |                      | St. Maria im Kapitol                                               | Altstadt-Süd                 | Sec. 11.–12.               |                                                 | Una din cele 12 mari biserici romanice din Köln.                                                                      |
|                      |                      | St. Pantaleon                                                      | Altstadt-Süd                 | Sec. 10.–11.               |                                                 | Una din cele 12 mari biserici romanice din Köln.                                                                      |
|                      |                      | St. Peter                                                          | Altstadt-Süd                 | 1513–1525                  | Wilhelm Schorn                                  | |
|                      |                      | St. Severin                                                        | Altstadt-Süd                 | Sec. 11.–13.               |                                                 | Una din cele 12 mari biserici romanice din Köln.                                                                      |
|                      |                      | St. Georg                                                          | Altstadt-Süd                 | 1059–1067                  |                                                 | Una din cele 12 mari biserici romanice din Köln.                                                                      |
|                      |                      | St. Mauritius                                                      | Altstadt-Süd                 | 1956                       | Fritz Schaller                                  | |
|                      |                      | Karmeliterkirche St. Maria vom Frieden                             | Altstadt-Süd                 | 1643–1692                  |                                                 | Biserică a mănăstirii carmelite.                                                                                      |
|                      |                      | Franziskanerkirche St. Marien                                      | Altstadt-Süd                 | 1954                       | Emil Steffann                                   | |
|                      |                      | St. Maria in Lyskirchen                                            | Altstadt-Süd                 | 1198–1225                  |                                                 | Una din cele 12 mari biserici romanice din Köln.                                                                      |
|                      |                      | St. Johann Baptist                                                 | Altstadt-Süd                 | 1962                       |                                                 | Das gotische Mittelschiff überstand die Zerstörungen des Zweiten Weltkrieges und wurde in den Neubau integriert.      |
| zentriert\|160x160px | zentriert\|160x160px | St. Gregorius im Elend (Standort)                                  | Altstadt-Süd                 | 1765–1768                  | Balthasar Spaeth                                | |
| zentriert\|160x160px | zentriert\|160x160px | St. Agnes (Standort)                                               | Neustadt-Nord                | 1896–1901                  | Carl Rüdell, Richard Odenthal                   | Zweitgrößtes Kirchengebäude in Köln                                                                                   |
| zentriert\|160x160px | zentriert\|160x160px | St. Michael (Standort)                                             | Neustadt-Nord                | 1902–1906                  | Eduard Endler                                   | |
| zentriert\|160x160px | zentriert\|160x160px | Neu St. Alban (Standort)                                           | Neustadt-Nord                | 1959                       | Hans Schilling                                  | |
| zentriert\|160x160px | zentriert\|160x160px | St. Gertrud (Standort)                                             | Neustadt-Nord                | 1962–1965                  | Gottfried Böhm                                  | |
| zentriert\|160x160px | zentriert\|160x160px | St. Paul (Standort)                                                | Neustadt-Süd                 | 1906–1908                  | Stephan Mattar                                  | |
| zentriert\|160x160px | zentriert\|160x160px | Herz Jesu (Standort)                                               | Neustadt-Süd                 | 1893–1895/ 1953–1957       | Friedrich von Schmidt/ Willy Weyres             | |
| zentriert\|160x160px |                      | St. Maternus (Standort)                                            | Neustadt-Süd                 | 1914–1916                  | Stephan Mattar                                  | |
| zentriert\|160x160px | zentriert\|160x160px | Dominikanerkirche Heilig Kreuz (Standort)                          | Neustadt-Süd                 | 1947–1952                  | Hans Joachim Lohmeyer                           | |
| zentriert\|160x160px | zentriert\|160x160px | Bayenthal                                                          | St. Matthias (Standort)      | 1904                       | Theodor Kremer                                  | |
| zentriert\|160x160px |                      | St. Rochus (Standort)                                              | Bickendorf                   | 1885                       | Ernst Friedrich Zwirner, August Carl Lange      | |
| zentriert\|160x160px |                      | St. Dreikönigen (Standort)                                         | Bickendorf                   | 1929                       | Hans Peter Fischer, Heinrich Forthmann          | |
| zentriert\|160x160px | zentriert\|160x160px | St. Franziskus (Standort)                                          | Bilderstöckchen              | 1957–1961                  | Hans Schilling                                  | |
| zentriert\|160x160px |                      | St. Katharina von Siena (Standort)                                 | Blumenberg                   | 2001–2003                  | Heinz Bienefeld, Nikolaus Bienefeld             | |
| zentriert\|160x160px | zentriert\|160x160px | St. Johannes vor dem Lateinischen Tore (Standort)                  | Bocklemünd                   | 1851–1853                  | Vincenz Statz                                   | |
| zentriert\|160x160px |                      | Christi Geburt (Standort)                                          | Bocklemünd                   | 1969–1971                  | Eduard Frieling                                 | |
| zentriert\|160x160px | zentriert\|160x160px | St. Joseph (Standort)                                              | Braunsfeld (Köln)            | 1952–1954                  | Rudolf Schwarz                                  | |
| zentriert\|160x160px | zentriert\|160x160px | St. Hubertus (Standort)                                            | Brück                        | 1931                       | Noven und Villach                               | |
| zentriert\|160x160px | zentriert\|160x160px | St. Petrus Canisius (Standort)                                     | Buchforst                    | 1931                       | Caspar Maria Grod, Wilhelm Riphahn              | |
| zentriert\|160x160px |                      | Alt St. Mauritius (Standort)                                       | Buchheim                     | ~ 1200                     |                                                 | |
| zentriert\|160x160px |                      | Neu St. Mauritius (Standort)                                       | Buchheim                     | 1896                       |                                                 | |
| zentriert\|160x160px |                      | St. Theresia (Standort)                                            | Buchheim                     | 1955                       | Gottfried Böhm                                  | |
| zentriert\|160x160px | zentriert\|160x160px | St. Johannes XXIII. (Standort)                                     | Chorweiler                   | 1977                       | Hans Schilling                                  | |
| zentriert\|160x160px |                      | St. Norbert (Standort)                                             | Dellbrück                    | 1939                       | Karl Band                                       | |
| zentriert\|160x160px | zentriert\|160x160px | St. Joseph (Standort)                                              | Dellbrück                    | 1878                       |                                                 | |
| zentriert\|160x160px | zentriert\|160x160px | Neu St. Heribert (Standort)                                        | Deutz                        | 1891–1896                  | Caspar Clemens Pickel                           | |
| zentriert\|160x160px |                      | St. Urban (Standort)                                               | Deutz                        | 1965                       | Fritz Schaller                                  | |
|                      |                      | Kirche im Eduardus-Krankenhaus (Standort)                          | Deutz                        | 1926                       |                                                 | |
| zentriert\|160x160px | zentriert\|160x160px | St. Nikolaus (Standort)                                            | Dünnwald                     | 12. Jht.                   |                                                 | Eine der Dreizehn kleinen romanischen Kirchen in Köln.                                                                |
| zentriert\|160x160px |                      | St. Herrman-Joseph (Standort)                                      | Dünnwald                     | 1958                       | Joseph Bernard                                  | |
| zentriert\|160x160px | zentriert\|160x160px | St. Joseph (Standort)                                              | Ehrenfeld                    | 1872–1875/ 1913/ 1949–1955 | Vincent Statz/ Otto Bongartz                    | |
| zentriert\|160x160px | zentriert\|160x160px | St. Mechtern (Standort)                                            | Ehrenfeld                    | 1954                       | Rudolf Schwarz                                  | |
| zentriert\|160x160px | zentriert\|160x160px | Marktkapelle St. Mariä Himmelfahrt (Standort)                      | Ehrenfeld                    | 1860/ 1955                 | Vincent Statz/ Karl Band                        | |
| zentriert\|160x160px | zentriert\|160x160px | Kirche im St. Franziskus-Hospital (Standort)                       | Ehrenfeld                    |                            |                                                 | |
| zentriert\|160x160px |                      | St. Michael (Standort)                                             | Eil (Köln)                   | 1903–1905                  | Theodor Kremer                                  | |
| zentriert\|160x160px | zentriert\|160x160px | St. Laurentius (Standort)                                          | Ensen                        | 1894–1896                  | Theodor Kremer                                  | |
|                      | zentriert\|160x160px | Kirche im Alexianer-Krankenhaus (St. Johannes von Gott) (Standort) | Ensen                        |                            |                                                 | |
| zentriert\|160x160px | zentriert\|160x160px | St. Martinus (Standort)                                            | Esch                         | 11.–13. Jht.               |                                                 | Eine der Dreizehn kleinen romanischen Kirchen in Köln.                                                                |
| zentriert\|160x160px | zentriert\|160x160px | St. Mariä Namen (Standort)                                         | Esch                         | 1968                       | Hans Schilling                                  | |
| zentriert\|160x160px |                      | St. Maximilian Kolbe (Standort)                                    | Finkenberg                   | 1977                       | Hans Schilling                                  | |
| zentriert\|160x160px | zentriert\|160x160px | St. Hubertus (Standort)                                            | Flittard                     | 1897                       |                                                 | Romanischer Kirchturm aus dem 12. Jahrhundert.                                                                        |
| zentriert\|160x160px |                      | St. Pius X. (Standort)                                             | Flittard                     | 1959–1962                  | Margot Schürmann, Joachim Schürmann             | |
| zentriert\|160x160px | zentriert\|160x160px | St. Marien (Standort)                                              | Fühlingen                    | 1887/ 1934                 | Carl Rüdell, Richard Odenthal                   | |
| zentriert\|160x160px |                      | St. Katharina (Standort)                                           | Godorf                       | 1952–1956                  | Strack                                          | |
| zentriert\|160x160px |                      | St. Mariä Himmelfahrt (Standort)                                   | Grengel                      | 1953                       |                                                 | |
| zentriert\|160x160px | zentriert\|160x160px | Christi Verklärung (Standort)                                      | Heimersdorf                  | 1966–1967                  | Josef Lehmbrock                                 | |
| zentriert\|160x160px |                      | St. Elisabeth (Standort)                                           | Höhenberg                    | 1908–1910                  |                                                 | |
| zentriert\|160x160px |                      | St. Johann Baptist (Standort)                                      | Höhenhaus                    | 1955                       |                                                 | |
| zentriert\|160x160px |                      | St. Hedwig (Standort)                                              | Höhenhaus                    | 1966–1967                  | Emil Steffann, Gisberth Hülsmann                | |
| zentriert\|160x160px |                      | Heilige Familie (Standort)                                         | Höhenhaus                    | ~ 1950                     |                                                 | |
| zentriert\|160x160px | zentriert\|160x160px | Krankenhauskirche St. Elisabeth (Standort)                         | Hohenlind                    | 1930–1932                  | Dominikus Böhm                                  | |
| zentriert\|160x160px | zentriert\|160x160px | Mariä Himmelfahrt (Standort)                                       | Holweide                     | 1926–1927                  | Stephan Mattar                                  | |
| zentriert\|160x160px |                      | St. Engelbert (Standort)                                           | Humboldt/Gremberg            | 1926–1927                  | Heinrich Renard                                 | |
| zentriert\|160x160px |                      | St. Servatius (Standort)                                           | Immendorf                    | 1874                       | August Carl Lange                               | |
| zentriert\|160x160px |                      | St. Pankratius (Standort)                                          | Junkersdorf                  | 1960                       | Bernhard Rotterdam                              | |
| zentriert\|160x160px | zentriert\|160x160px | St. Joseph (Standort)                                              | Kalk                         | 1899–1902/ 1949–1952       | Heinrich Renard/ Dominikus Böhm, Gottfried Böhm | |
| zentriert\|160x160px | zentriert\|160x160px | St. Marien (Standort)                                              | Kalk                         | 1866–1867/ 1950–1952       | Vincenz Statz/ Rudolf Schwarz                   | |
| zentriert\|160x160px | zentriert\|160x160px | St. Bruno (Standort)                                               | Klettenberg                  | 1924–1926                  | Ludwig Becker                                   | |
| zentriert\|160x160px | zentriert\|160x160px | Alt St. Stephan „Krieler Dömchen“ (Standort)                       | Kriel                        | 10.–11. Jht.               |                                                 | Zweitältestes Kirchengebäude der Stadt Köln (nach St. Gereon). Eine der Dreizehn kleinen romanischen Kirchen in Köln. |
| zentriert\|160x160px |                      | St. Albertus Magnus (Standort)                                     | Kriel                        | 1950                       | Otto Bongartz                                   | |
| zentriert\|160x160px |                      | St. Clemens (Standort)                                             | Langel                       | 1890–1891                  | Heinrich Nagelschmidt                           | |
| zentriert\|160x160px | zentriert\|160x160px | St. Margareta (Standort)                                           | Libur                        | 1909–1911                  | Hubert Huthmacher                               | |
| zentriert\|160x160px | zentriert\|160x160px | Christi Auferstehung (Standort)                                    | Lindenthal                   | 1968–1971                  | Gottfried Böhm                                  | |
| zentriert\|160x160px | zentriert\|160x160px | Neu St. Stephan (Standort)                                         | Lindenthal                   | 1960–1961                  | Joachim Schürmann                               | |
| zentriert\|160x160px |                      | St. Thomas Morus (Standort)                                        | Lindenthal                   | 1962–1963                  | Fritz Schaller                                  | |
| zentriert\|160x160px | zentriert\|160x160px | Klinikkirche St. Johannes der Täufer (Standort)                    | Lindenthal                   | 1958                       | Gottfried Böhm                                  | |
| zentriert\|160x160px |                      | Schmerzhafte Mutter (Standort)                                     | Lindweiler                   | 1981                       | Wilhelm Dahmen                                  | |
| zentriert\|160x160px | zentriert\|160x160px | St. Dionysius (Standort)                                           | Longerich                    | 1898–1899                  | Vincenz Statz, Franz Statz                      | |
| zentriert\|160x160px |                      | Christkönig (Standort)                                             | Longerich                    | 1951                       | Fritz Schaller                                  | |
| zentriert\|160x160px |                      | St. Bernhard (Standort)                                            | Longerich                    | 1961                       | Fritz Lill                                      | 2021 Umbau des Langhauses zum Depot des Erzbistums Köln, Reduktion des Gottesdienstraumes auf das Querhaus.           |
| zentriert\|160x160px | zentriert\|160x160px | St. Severin (Standort)                                             | Lövenich                     | 12. Jht./ 1858             |                                                 | Eine der Dreizehn kleinen romanischen Kirchen in Köln.                                                                |
| zentriert\|160x160px | zentriert\|160x160px | St. Maria Königin (Standort)                                       | Marienburg                   | 1953–1954                  | Dominikus Böhm                                  | |
| zentriert\|160x160px | zentriert\|160x160px | St. Quirinus (Standort)                                            | Mauenheim                    | 1927                       | Eduard Endler                                   | |
| zentriert\|160x160px | zentriert\|160x160px | St. Gereon (Standort)                                              | Merheim                      | 1820                       |                                                 | |
| zentriert\|160x160px | zentriert\|160x160px | St. Brictius (Standort)                                            | Merkenich                    | 1963                       |                                                 | Eine der Dreizehn kleinen romanischen Kirchen in Köln.                                                                |
| zentriert\|160x160px |                      | St. Blasius (Standort)                                             | Meschenich                   | 1887–1890                  | Theodor Kremer                                  | |
| zentriert\|160x160px | zentriert\|160x160px | St. Antonius (Standort)                                            | Mülheim                      | 1905–1915                  |                                                 | |
| zentriert\|160x160px | zentriert\|160x160px | Herz Jesu (Standort)                                               | Mülheim                      | 1893–1897/ 1955–1956       | Julius Busch/ Otto Bongartz                     | |
| zentriert\|160x160px | zentriert\|160x160px | Liebfrauenkirche (Standort)                                        | Mülheim                      | 1857–1864/ 1953–1955       | Ernst Friedrich Zwirner/ Rudolf Schwarz         | |
| zentriert\|160x160px |                      | St. Bruder Klaus (Standort)                                        | Mülheim                      | 1956–1958                  | Fritz Schaller                                  | |
| zentriert\|160x160px |                      | St. Elisabeth (Standort)                                           | Mülheim                      | 1951–1952                  | Karl Band                                       | |
| zentriert\|160x160px | zentriert\|160x160px | St. Clemens (Standort)                                             | Mülheim                      | 12.–13. Jht./              | Joachim Schürmann                               | |
| zentriert\|160x160px |                      | St. Urban (Standort)                                               | Mülheim                      | 1965                       | Fritz Schaller                                  | |
| zentriert\|160x160px | zentriert\|160x160px | St. Vitalis (Standort)                                             | Müngersdorf                  | 1890                       | Theodor Kremer                                  | |
| zentriert\|160x160px |                      | St. Adelheid (Standort)                                            | Neubrück                     | 1968–1969                  | Paul Georg Hopmann                              | |
| zentriert\|160x160px | zentriert\|160x160px | St. Peter (Standort)                                               | Neuehrenfeld                 | 1901                       | Theodor Roß                                     | |
| zentriert\|160x160px |                      | St. Barbara (Standort)                                             | Neuehrenfeld                 | 1928                       | Hans Heinrich Mehrtens                          | |
| zentriert\|160x160px | zentriert\|160x160px | St. Anna (Standort)                                                | Neuehrenfeld                 | 1957                       | Gottfried Böhm                                  | |
| zentriert\|160x160px |                      | Alt St. Katharina „Niehler Dömchen“ (Standort)                     | Niehl                        | 12.–13. Jht.               |                                                 | Eine der Dreizehn kleinen romanischen Kirchen in Köln.                                                                |
| zentriert\|160x160px | zentriert\|160x160px | Neu St. Katharina (Standort)                                       | Niehl                        | 1892–1894                  | Theodor Kremer                                  | |
| zentriert\|160x160px | zentriert\|160x160px | St. Clemens (Standort)                                             | Niehl                        | 1963–1964                  | Karl Band                                       | |
| zentriert\|160x160px | zentriert\|160x160px | St. Bonifatius (Standort)                                          | Nippes                       | 1913–1914                  | Adolf Nöcker                                    | |
| zentriert\|160x160px | zentriert\|160x160px | St. Joseph (Standort)                                              | Nippes                       | 1906–1914                  | Wilhelm Victor, Alfred Tepe                     | |
| zentriert\|160x160px | zentriert\|160x160px | St. Heinrich und Kunigund (Standort)                               | Nippes                       | 1856                       | Vincenz Statz                                   | |
| zentriert\|160x160px | zentriert\|160x160px | St. Marien (Standort)                                              | Nippes                       | 1880–1992                  | Vincenz Statz                                   | |
| zentriert\|160x160px |                      | St. Servatius (Standort)                                           | Ostheim                      | 1906                       | Franz Statz                                     | |
| zentriert\|160x160px |                      | Zu den Heiligen Engeln (Standort)                                  | Ostheim                      | 1960–1961                  | Fritz Schaller                                  | |
| zentriert\|160x160px | zentriert\|160x160px | St. Elisabeth (Standort)                                           | Pesch                        | 1980                       | Paul Georg Hopmann                              | |
| zentriert\|160x160px |                      | St. Joseph (Standort)                                              | Poll                         | 1947–1952                  |                                                 | |
| zentriert\|160x160px |                      | St. Dreifaltigkeit (Standort)                                      | Poll                         | 1951–1954                  | Karl Band                                       | |
| zentriert\|160x160px |                      | St. Josef (Standort)                                               | Porz                         | 1911–1912/ 1928            | Eduard Endler                                   | 1928 Errichtung des expressionistischen Glockenturmes.                                                                |
| zentriert\|160x160px | zentriert\|160x160px | St. Fronleichnam (Standort)                                        | Porz                         | 1958–1960                  | Gottfried Böhm                                  | |
| zentriert\|160x160px | zentriert\|160x160px | St. Johannes von Gott (Alexianer-Krankenhaus) (Standort)           | Porz                         | 1908                       |                                                 | |
| zentriert\|160x160px | zentriert\|160x160px | St. Mariä Empfängnis (Standort)                                    | Raderberg                    | 1906–1907                  | Carl Rüdell                                     | |
| zentriert\|160x160px |                      | Benediktinerinnenkirche Herz Jesu (Standort)                       | Raderberg                    | 1895                       |                                                 | |
| zentriert\|160x160px | zentriert\|160x160px | St. Cornelius (Standort)                                           | Rath/Heumar                  | 1834–1835/ 1886            | 1886 Anbau des heutigen Turmes                  | |
| zentriert\|160x160px | zentriert\|160x160px | Zum Göttlichen Erlöser (Standort)                                  | Rath/Heumar                  | 1953–1955                  | Fritz Schaller                                  | |
| zentriert\|160x160px | zentriert\|160x160px | St. Amandus (Standort)                                             | Rheinkassel                  | 12. Jht.                   |                                                 | Eine der Dreizehn kleinen romanischen Kirchen in Köln.                                                                |
| zentriert\|160x160px | zentriert\|160x160px | St. Engelbert (Standort)                                           | Riehl                        | 1930–1932                  | Dominikus Böhm                                  | |
| zentriert\|160x160px |                      | Alt St. Maternus (Standort)                                        | Rodenkirchen                 | 10. Jht./ 15. Jht.         |                                                 | Eine der Dreizehn kleinen romanischen Kirchen in Köln.                                                                |
| zentriert\|160x160px | zentriert\|160x160px | Neu St. Maternus (Standort)                                        | Rodenkirchen                 | 1865–1867                  | Vincenz Statz                                   | |
| zentriert\|160x160px | zentriert\|160x160px | St. Joseph (Standort)                                              | Rodenkirchen                 | 1955                       | Dominikus Böhm, Gottfried Böhm                  | |
| zentriert\|160x160px | zentriert\|160x160px | St. Johann Baptist (Standort)                                      | Roggendorf/Thenhoven         | 1866                       | Heinrich Nagelschmidt                           | |
| zentriert\|160x160px |                      | Heilige Drei Könige (Standort)                                     | Rondorf                      | 1986–1989                  | Karl-Josef Ernst                                | |
| zentriert\|160x160px | zentriert\|160x160px | St. Mariä Geburt (Standort)                                        | Stammheim                    | 1905                       |                                                 | |
| zentriert\|160x160px | zentriert\|160x160px | St. Nikolaus (Standort)                                            | Sülz                         | 1903–1909                  | Franz Statz                                     | |
| zentriert\|160x160px | zentriert\|160x160px | St. Karl Borromäus (Standort)                                      | Sülz                         | 1930                       | Ferdinand Pasman, Friedrich Bonn                | |
| zentriert\|160x160px | zentriert\|160x160px | St. Johannes XXIII. (Standort)                                     | Sülz                         | 1968–1969                  | Josef Rikus, Heinz Buchmann                     | Kirche der Katholischen Hochschulgemeinde Köln.                                                                       |
| zentriert\|160x160px | zentriert\|160x160px | St. Remigius (Standort)                                            | Sürth                        | 1825–1830                  | Johann Josef Baudewin                           | |
| zentriert\|160x160px |                      | St. Bartholomäus (Standort)                                        | Urbach                       | 1885–1886                  |                                                 | |
| zentriert\|160x160px | zentriert\|160x160px | St. Theodor (Standort)                                             | Vingst                       | 2002                       | Paul Böhm                                       | |
| zentriert\|160x160px | zentriert\|160x160px | St. Konrad (Standort)                                              | Vogelsang                    | 1936                       | Hans Peter Fischer                              | |
| zentriert\|160x160px |                      | St. Viktor (Standort)                                              | Vogelsang                    | 1967–1968                  | Hans Schilling                                  | |
| zentriert\|160x160px |                      | Alt St. Cosmas und Damian (Standort)                               | Volkhoven/Weiler             | 1766                       |                                                 | |
| zentriert\|160x160px | zentriert\|160x160px | Neu St. Cosmas und Damian (Standort)                               | Volkhoven/Weiler             | 1925                       |                                                 | |
| zentriert\|160x160px | zentriert\|160x160px | St. Ägidius (Standort)                                             | Wahn                         | 1893–1895                  |                                                 | |
|                      |                      | Christus König (Standort)                                          | Wahnheide                    | 1969                       |                                                 | |
| zentriert\|160x160px | zentriert\|160x160px | Heilig Geist (Standort)                                            | Weiden                       | 1970                       | Bernhard Rotterdam                              | |
| zentriert\|160x160px | zentriert\|160x160px | Heilig Kreuz (Standort)                                            | Weidenpesch                  | 1931                       | Heinrich Bartmann                               | |
| zentriert\|160x160px |                      | St. Salvator (Standort)                                            | Weidenpesch                  | 1058                       | Theodor Kelter                                  | |
| zentriert\|160x160px | zentriert\|160x160px | St. Georg (Standort)                                               | Weiß                         | 1953–1954                  | Josef Bernard                                   | |
| zentriert\|160x160px |                      | Nikolaus-Kapelle (Standort)                                        | Westhoven                    | ~ 1100                     |                                                 | Eine der Dreizehn kleinen romanischen Kirchen in Köln.                                                                |
| zentriert\|160x160px | zentriert\|160x160px | St. Jakobus (Standort)                                             | Widdersdorf                  | 1745                       |                                                 | |
| zentriert\|160x160px | zentriert\|160x160px | St. Pankratius (Standort)                                          | Worringen                    | 1837/ 1848/ 1863–1866      | Josef Schopen/ Heinrich Nagelschmidt            | |
| zentriert\|160x160px | zentriert\|160x160px | St. Pius (Standort)                                                | Zollstock                    | 1913–1915/ 1956            | Eduard Endler/ Karl Band                        | |
| zentriert\|160x160px |                      | Heilig Geist (Standort)                                            | Zollstock                    | 1931                       | Ferdinand Pasman, Friedrich Bonn                | |
| zentriert\|160x160px |                      | St. Martin (Standort)                                              | Zündorf                      | 12. Jht./ 1780–1785        |                                                 | Eine der Dreizehn kleinen romanischen Kirchen in Köln.                                                                |
| zentriert\|160x160px |                      | St. Michael (Standort)                                             | Zündorf                      | 11.–12. Jht.               |                                                 | Eine der Dreizehn kleinen romanischen Kirchen in Köln.                                                                |
| zentriert\|160x160px |                      | St. Mariä Geburt (Standort)                                        | Zündorf                      | 1895–1897                  | Gerhard Franz Langenberg                        | |

### Biserici romano-catolice profanate
| Imagine              | Interior             | Nume                               | Cartier         | Ani                  | Arhitect                                        | Observații |
| -------------------- | -------------------- | ---------------------------------- | --------------- | -------------------- | ----------------------------------------------- | --- |
|                      |                      | Sfânta Cecilia                     | Altstadt-Nord   | Sec. 10.             |                                                 | Lăcașul a fost una din cele 12 mari biserici romanice din Köln. În anul 1802 a fost profanat. În prezent adăpostește Muzeul Schnütgen⁠(de)[traduceți]. |
|                      |                      | St. Monika                         | Bilderstöckchen | 1970                 | Nikolaus Rosiny                                 | Lăcaș profanat în 2016 și demolat în 2019. |
|                      |                      | St. Heinrich                       | Deutz           | 1967                 |                                                 | 2010 profaniert |
|                      |                      | Alt St. Cornelius                  | Rath/Heumar     | Sec. 12.             |                                                 | 1826 Abriss Aufgrund von Baufälligkeit, heute ist nur noch der romanische Turm erhalten. Eine der Dreizehn kleinen romanischen Kirchen in Köln.       |
| zentriert\|160x160px |                      | St. Joseph (Standort)              | Kalk            | 1899–1902/ 1949–1952 | Heinrich Renard/ Dominikus Böhm, Gottfried Böhm | |
| zentriert\|160x160px |                      | St. Hildegard in der Au (Standort) | Riehl           | 1960–1961            | Stefan Leuer                                    | 2020 profaniert. |
| zentriert\|160x160px | zentriert\|160x160px | Zur Heiligen Familie (Standort)    | Sülz            | 1955–1966            | Dominikus Böhm, Gottfried Böhm                  | 2010 profaniert. |

### Biserici evanghelice luterane
| Imagine              | Interior             | Nume                                               | Cartier           | Ani                             | Arhitect                                                             | Observații                                                                     |
| -------------------- | -------------------- | -------------------------------------------------- | ----------------- | ------------------------------- | -------------------------------------------------------------------- | ------------------------------------------------------------------------------ |
|                      |                      | Antoniterkirche                                    | Altstadt-Nord     | 1350–1378                       |                                                                      | Până la reforma protestantă a fost biserica eremiților Sf. Antonie cel Mare.   |
|                      |                      | Kartäuserkirche                                    | Altstadt-Süd      | 1393                            |                                                                      | Până la reforma protestantă a fost biserica mănăstirii călugărilor cartusieni. |
| zentriert            | zentriert            | Trinitatiskirche (Standort)                        | Altstadt-Süd      | 1857–1860                       | Friedrich August Stüler                                              |                                                                                |
| zentriert            | zentriert            | Christuskirche (Standort)                          | Neustadt-Süd      | 2015–2016                       | Klaus Hollenbeck, MAIER Architekten                                  |                                                                                |
| zentriert            | zentriert            | Thomaskirche (Standort)                            | Neustadt-Nord     | 1987                            | Ludwig Groth                                                         |                                                                                |
| zentriert\|160x160px | zentriert\|160x160px | Lutherkirche (Standort)                            | Neustadt-Süd      | 1964                            | Heinrich Otto Vogel                                                  |                                                                                |
| zentriert\|160x160px |                      | Epiphaniaskirche (Standort)                        | Bickendorf        | 1963–1965                       | Paul Olpp                                                            |                                                                                |
| zentriert\|160x160px |                      | Nathanaelkirche (Standort)                         | Bilderstöckchen   | 1965                            | Jürgen Hartmann, Hans Berger                                         |                                                                                |
| zentriert\|160x160px |                      | Auferstehungskirche (Standort)                     | Bocklemünd        | 1972–1974                       |                                                                      |                                                                                |
| zentriert\|160x160px | zentriert\|160x160px | Clarenbachkirche (Standort)                        | Braunsfeld (Köln) | 1951                            |                                                                      |                                                                                |
| zentriert\|160x160px |                      | Johanneskirche (Standort)                          | Brück             | 1937                            | Ludwig Albert                                                        |                                                                                |
| zentriert\|160x160px |                      | Stadtkirche (Standort)                             | Chorweiler        | 1978                            | Jürgen Hadenfeldt                                                    |                                                                                |
| zentriert\|160x160px |                      | Christuskirche (Standort)                          | Dellbrück         | 1905                            | Otto March                                                           |                                                                                |
|                      |                      | Pauluskirche (Standort)                            | Dellbrück         | 1965                            |                                                                      |                                                                                |
| zentriert\|160x160px |                      | Johanneskirche (Standort)                          | Deutz             | 1859–1861                       | Robert Ferdinand Cremer                                              |                                                                                |
| zentriert\|160x160px |                      | Tersteegenkirche (Standort)                        | Dünnwald          | 1938                            |                                                                      |                                                                                |
| zentriert\|160x160px |                      | Friedenskirche (Standort)                          | Ehrenfeld         | 1876                            | Karl Coerper                                                         |                                                                                |
|                      |                      | Markuskirche (Standort)                            | Eil (Köln)        |                                 |                                                                      |                                                                                |
|                      |                      | Hoffnungskirche (Standort)                         | Finkenberg        | 1983                            |                                                                      |                                                                                |
| zentriert\|160x160px |                      | Pauluskirche (Standort)                            | Höhenhaus         |                                 |                                                                      |                                                                                |
| zentriert\|160x160px |                      | Versöhnungskirche (Standort)                       | Holweide          | 1965                            |                                                                      |                                                                                |
| zentriert\|160x160px |                      | Dietrich-Bonhoeffer-Kirche (Standort)              | Junkersdorf       | 1964–1965                       | Heinrich Otto Vogel                                                  |                                                                                |
|                      |                      | Jesus-Christus-Kirche (Standort)                   | Kalk              | ~ 1950                          |                                                                      |                                                                                |
| zentriert\|160x160px |                      | Paul-Gerhardt-Kirche (Standort)                    | Lindenthal        | 1951                            |                                                                      |                                                                                |
| zentriert\|160x160px |                      | Dietrich-Bonhoeffer-Kirche (Standort)              | Lindenthal        | 1979                            | Dr. Schulze Jöhnssen & Vieten                                        |                                                                                |
| zentriert\|160x160px |                      | Matthäuskirche (Standort)                          | Lindenthal        | 1975–1977                       | Busmann + Haberer                                                    |                                                                                |
| zentriert\|160x160px |                      | Immanuelkirche (Standort)                          | Longerich         | 1962–1963                       | Gottfried Tucholski                                                  |                                                                                |
| zentriert\|160x160px | zentriert\|160x160px | Reformationskirche (Standort)                      | Marienburg        | 1903–1905/ 1958–1961            | Otto March                                                           |                                                                                |
| zentriert\|160x160px |                      | Petruskirche (Standort)                            | Merheim           | 1978–1979                       | Ulrich von Bonin, Ludwig Groth                                       |                                                                                |
| zentriert\|160x160px |                      | Thomaskirche (Standort)                            | Meschenich        | 1981                            | Walter Kenntner                                                      |                                                                                |
| zentriert\|160x160px |                      | Erzengel-Michael-Kirche (Standort)                 | Michaelshoven     | 1959                            |                                                                      |                                                                                |
| zentriert\|160x160px | zentriert\|160x160px | Friedenskirche (Standort)                          | Mülheim           | 1796/ 1848/ 1960                | Wilhelm Hellwig/ Ernst Friedrich Zwirner/ Carl Klag, Karl-Heinz Klag |                                                                                |
| zentriert\|160x160px |                      | Andreae-Haus (Standort)                            | Mülheim           | 1953                            | Carl Klag, Karl-Heinz Klag                                           |                                                                                |
| zentriert\|160x160px |                      | Petrikirche (Standort)                             | Niehl             | 1963–1965                       | Heinrich Otto Vogel                                                  |                                                                                |
| zentriert\|160x160px | zentriert\|160x160px | Lutherkirche (Standort)                            | Nippes            | 1886–1889                       | August Albes                                                         |                                                                                |
| zentriert\|160x160px | zentriert\|160x160px | Auferstehungskirche (Standort)                     | Ostheim           | 1953–1954                       | Gerhard Langmaack                                                    |                                                                                |
| zentriert\|160x160px |                      | Evangelische Kirche (Standort)                     | Poll              | 1936                            | Architekt H. W. Kaufmann                                             |                                                                                |
| zentriert\|160x160px |                      | Lukaskirche (Standort)                             | Porz              | 1914–1927                       | Max Benirschke                                                       |                                                                                |
| zentriert\|160x160px |                      | Philippuskirche (Standort)                         | Raderthal         | 1964–1967                       |                                                                      |                                                                                |
|                      |                      | Versöhnungskirche (Standort)                       | Rath/Heumar       | 1959                            |                                                                      |                                                                                |
| zentriert\|160x160px | zentriert\|160x160px | Stephanuskirche (Standort)                         | Riehl             | 1963–1965                       | Fritz G. Winter                                                      |                                                                                |
| zentriert\|160x160px | zentriert\|160x160px | Erlöserkirche (Standort)                           | Rodenkirchen      | 1967                            |                                                                      |                                                                                |
| zentriert\|160x160px |                      | Emmanuelkirche (Standort)                          | Rondorf           | 1987–1988                       | Jürgen Hadenfeldt                                                    |                                                                                |
| zentriert\|160x160px | zentriert\|160x160px | Immanuelkirche (Standort)                          | Stammheim         | 2013                            | Sauerbruch Hutton                                                    |                                                                                |
| zentriert\|160x160px | zentriert\|160x160px | Johanneskirche (Standort)                          | Sülz              | 1961–1963                       | Peter Graebner                                                       |                                                                                |
| zentriert\|160x160px | zentriert\|160x160px | Tersteegenhaus (Standort)                          | Sülz              | Heinrich Mattar, Eduard Scheler | 1928                                                                 |                                                                                |
| zentriert\|160x160px |                      | Auferstehungskirche (Standort)                     | Sürth             | 1981                            |                                                                      |                                                                                |
| zentriert\|160x160px | zentriert\|160x160px | Friedenskirche (Standort)                          | Urbach            | 1972–1973                       | Hans Bücher                                                          |                                                                                |
| zentriert\|160x160px |                      | Erlöserkirche (Standort)                           | Vingst            | 1957                            |                                                                      |                                                                                |
| zentriert\|160x160px | zentriert\|160x160px | Emmauskirche (Standort)                            | Vogelsang         | 1954–1955                       | Paul Olpp                                                            |                                                                                |
| zentriert\|160x160px |                      | Martin-Luther-Kirche (Standort)                    | Wahnheide         | 1966–1968                       | Ulrich Vossbeck, Anneliese Vossbeck-Krahwinkel                       |                                                                                |
| zentriert\|160x160px |                      | Jochen-Klepper-Haus (Standort)                     | Weiden            | 1912/ 1930/ 1953                | Emil Schreiterer                                                     |                                                                                |
| zentriert\|160x160px |                      | Evangelische Kirche Unter Gottes Gnaden (Standort) | Widdersdorf       | 1985–1988                       |                                                                      |                                                                                |
| zentriert\|160x160px | zentriert\|160x160px | Friedenskirche (Standort)                          | Worringen         | 1959–1961                       | Gottfried Tucholski                                                  |                                                                                |
| zentriert\|160x160px | zentriert\|160x160px | Melanchtonkirche (Standort)                        | Zollstock         | 1929–1930                       | Theodor Merrill                                                      |                                                                                |
|                      |                      | Pauluskirche (Standort)                            | Zündorf           | 2002–2003                       | Kister Scheithauer Gross                                             |                                                                                |

### Biserici evanghelice luterane dezafectate
| Imagine | Interior | Nume                   | Cartier       | Ani       | Arhitect                       | Observații                                                         |
| ------- | -------- | ---------------------- | ------------- | --------- | ------------------------------ | ------------------------------------------------------------------ |
|         |          | Jesus-Christus-Kirche  | Esch          | 1966      | Wolfgang Schmidtlein           | Demolată în 2020.                                                  |
|         |          | Matthäuskirche         | Gremberghoven | 1957–1958 | Heinz Grotjahn                 | Demolată în 2016.                                                  |
|         |          | Philipp-Nicolai-Kirche | Mauenheim     | 1964–1965 | Werner Haupt                   | Demolată în 2022.                                                  |
|         |          | Gnadenkirche           | Mülheim       | 1964      |                                | Vândută în 1997, turnul demolat. În prezent folosită ca grădiniță. |
|         |          | Paul-Gerhardt-Haus     | Vingst        | 1964–1966 | Leonhard Schulze/Wilhelm Hesse | Transformată în bloc de locuințe.                                  |

### Alte biserici
| Imagine   | Interior  | Nume                                                | Confesiune                    | Cartier           | Ani                  | Arhitect                        | Observații                                                                                             |
| --------- | --------- | --------------------------------------------------- | ----------------------------- | ----------------- | -------------------- | ------------------------------- | --- |
|           |           | Christi Auferstehung                                | Biserica Vetero-Catolică      | Neustadt-Süd      | 1906–1907/ 1991–1993 | Peter Recht/ František Sedláček | |
|           |           | Hll. Konstantin und Helena                          | Biserica Ortodoxă Rusă        | Altstadt-Nord     |                      |                                 | |
| zentriert | zentriert | Alt St. Heribert                                    | Biserica Ortodoxă Greacă      | Deutz             | Sec. 11.             |                                 | Una din cele 13 mici biserici romanice din Köln. Din 1990 dată spre folosire credincioșilor ortodocși. |
| zentriert |           | Apostolische Gemeinschaft Köln-Ehrenfeld (Standort) | Apostolische Gemeinschaft     | Ehrenfeld         |                      |                                 | |
| zentriert |           | St. Marien (Standort)                               | ortodoxă coptă                | Humboldt/Gremberg | 1953                 |                                 | Inițial biserică parohială romano-catolică.                                                            |
| zentriert |           | Neuapostolische Kirche Köln-Mitte (Standort)        | nouapostolică                 | Neuehrenfeld      | 1936                 |                                 | |
|           |           | Neuapostolische Kirche Köln-Buchheim (Standort)     | nouapostolică                 | Buchheim          | 1964                 |                                 | |
|           |           | Neuapostolische Kirche Köln-Dellbrück (Standort)    | neuapostolisch                | Dellbrück         | 1965                 |                                 | |
| zentriert | zentriert | Neuapostolische Kirche Köln-Süd (Standort)          | nouapostolică                 | Lindenthal        | 1955                 |                                 | |
|           |           | Neuapostolische Kirche Köln-Rath (Standort)         | nouapostolică                 | Rath/Heumar       |                      |                                 | |
| zentriert |           | Neuapostolische Kirche Köln-Nord (Standort)         | nouapostolică                 | Seeberg           | 1970                 |                                 | |
|           |           | Neuapostolische Kirche Köln-Porz (Standort)         | nouapostolică                 | Porz              | 1954/ 1996           |                                 | |
|           |           | Katholisch-Apostolische Kirche (Standort)           | katholisch-apostolisch        | Lindenthal        |                      |                                 | |
|           |           | St.-Johannis-Kirche (Standort)                      | evangelisch-lutherisch (SELK) | Altstadt-Süd      |                      |                                 | |
|           |           | Markuskirche (Standort)                             | metodistă                     | Bickendorf        |                      |                                 | |
|           |           | Friedenskirche (Standort)                           | evanghelică-baptistă          | Altstadt-Süd      |                      |                                 | |
|           |           | Baptistenkirche (Standort)                          | evanghelică-baptistă          | Mülheim           |                      |                                 | |

## Lăcașuri mozaice
| Imagine | Interior | Nume                                   | Cartier      | Ani       | Arhitect            | Observații |
| ------- | -------- | -------------------------------------- | ------------ | --------- | ------------------- | ---------- |
|         |          | Sinagoga din Köln                      | Neustadt-Süd | 1895–1899 | Schreiterer & Below |            |
|         |          | Liberale Synagoge „Gescher LaMassoret“ | Riehl        |           |                     |            |

## Islam
| Imagine | Interior | Nume                      | Cartier   | Ani       | Arhitect                  | Observații |
| ------- | -------- | ------------------------- | --------- | --------- | ------------------------- | ---------- |
|         |          | DITIB-Zentralmoschee Köln | Ehrenfeld | 2009–2017 | Gottfried Böhm, Paul Böhm |            |